# Yordany Álvarez
Yordany Álvarez Oropeza, né le 24 mai 1985,  est un footballeur international cubain ayant fait défection aux États-Unis en 2008. Il joue comme professionnel dans son pays d'adoption de 2009 à 2014.

## Biographie

### Carrière à Cuba
En mars 2008, à l'occasion d'un match de la sélection cubaine U23 lors du tournoi qualificatif aux JO à Tampa en Floride, il abandonne la sélection avec six autres de ses coéquipiers le 12 mars 2008 et demande asile aux États-Unis.

### Carrière professionnelle en club
Après un essai infructueux au Galaxy de Los Angeles, Alvarez signe un contrat professionnel en mars 2009 avec l'Aztex d'Austin, nouvelle franchise de Première division USL (deuxième division). En 2010, il déménage avec sa franchise en Floride à Orlando. À la fin de la saison de USL Pro, il est prêté en MLS au Real Salt Lake. À l'issue de ce prêt, il signe définitivement au Real Salt Lake.
Bien qu'il ait signé un contrat pour suivre le Orlando City SC en MLS, Alvarez annonce sa retraite sportive pour raison médicale le 29 août 2014.

## Palmarès
Avec Orlando City, il remporte le titre de USL Pro en 2011 après un succès en saison régulière puis en séries éliminatoires. Il est d'ailleurs désigné comme le meilleur joueur de la saison régulière.